# Thomas Holmes Blakesley
Thomas Holmes Blakesley (* 8. Juli 1847 in Ware (Hertfordshire); † 13. Februar 1929 in London) war ein britischer Mathematiker und Practical Scientist.

## Leben
Der Sohn von Rev. Joseph Williams Blakesley (1808–1885) und Margaret Wilson Holmes graduierte 1869 an der University of Cambridge (34th Wrangler, 1869) machte er eine Lehre im Bauingenieurwesen (1872 Master in Cambridge) und wurde dann freiberuflicher Berater.
1872–75 ging er im Auftrag der Regierung nach Ceylon, um dort Bewässerungen zu konstruieren.
Er interessierte sich für elektrische Übertragung, insbesondere Telefonie und Telegraphie. Er stand in Verbindung mit William Henry Preece und John Ambrose Fleming. Ein seinerzeitiges Problem war die Zeitverzögerung durch Selbstinduktion auf langen Strecken wie in Seekabeln. 1884 erhielt er ein Patent auf einen, von J. T. Mair & Co. London gebauten  Apparat zur Messung der Zeitkonstanten von Stromkreisen.
Ab 1885 war er am Royal Naval College Dozent für Mathematik und Physik.

## Schriften
- On the Ruins of Sîgiri in Ceylon. In: Journal of the Royal Asiatic Society of Great Britain and Ireland. New Series Bd. 8, 1875, S. 53–61.
- Electricity at the Board of Trade. Sampson Low u. a., London u. a. 1883.
- A New Heliograph. In: Journal of the Royal United Service Institution. Bd. 31, Nr. 140, 1887, ISSN 0035-9289, S. 593–594, doi:10.1080/03071848709416419.
- A table of hyperbolic cosines and sines. Taylor and Francis, London  1890, (Digitalisat; evtl. maschinell erstellt; soll Fehler enthalten).
- Papers on Alternative Currents of Electricity for the use of students and engineers. 3rd edition. Whittaker, London 1891, (Digitalisat).
  - Deutsch: Die elektrischen Wechselströme. Zum Gebrauche für Ingenieure und Studierende. Springer u. a., Berlin u. a. 1891.